# 21 de juny
El 21 de juny és el cent setanta-dosè dia de l'any del calendari gregorià i el cent setanta-tresè en els anys de traspàs. Queden 193 dies per a finalitzar l'any.

## Esdeveniments
Països Catalans
- 1461 - Vilafranca del Penedès: la reina Joana Enríquez, en nom del rei Joan el Sense Fe i la Generalitat de Catalunya signen la capitulació de Vilafranca, reconeixent Carles de Viana com a primogènit i lloctinent perpetu de Catalunya.
- 1884 - Barcelona: S'inaugura a la Plaça de Catalunya el Teatre Eldorado, amb el nom inicial de Teatre Ribas.[1]
- 1959 - Barcelona: Luis Martínez de Galinsoga, ofenent grollerament els catalans, desencadena l'«afer Galinsoga».[2]
- 1997 - Barcelona: es juga el darrer partit a l'Estadi de Sarrià, que guanya l'Espanyol al València per 3 a 2.
- 2006 - Barcelona: Pasqual Maragall anuncia que no es presentarà a la reelecció com a president de la Generalitat.

Resta del món
- 1703 - Haarlem (Holanda): l'impressor Izaak Enschedé obre el seu taller, encara en funcionament com a Koninklijke Joh. Enschedé.
- 1791 - Palau de les Teuleries, París: Lluís XVI i la família reial intenten fugir cap a Montmédy disfressats d'aristòcrates russos, però són reconeguts a Varennes i els obliguen a tornar.
- 1868 - Múnic, Baviera: s'estrena Els mestres cantaires de Nuremberg, òpera de Richard Wagner.
- 1908 - Londres: Celebració del Women's Sunday, massiva manifestació sufragista a Hyde Park.[3]
- 1919 - Scapa Flow, Escòcia: els oficials de la Kaiserliche Marine enfonsen els seus propis vaixells a conseqüència del tractat de Versalles.[4]
- 1945 - illa d'Okinawa, Japó: fi de la batalla d'Okinawa, que esdevindrà (juntament amb la batalla d'Iwo Jima) una de les dues úniques batalles terrestres sobre territori japonès de la Segona Guerra Mundial.[5]
- 1963 - Ciutat del Vaticà: en el conclave de 1963 el cardenal Giovanni Battista Montini és escollit papa i pren el nom de Pau VI.

## Naixements
Països Catalans
- 1847 - Vic (Osona): Martí Genís i Aguilar, escriptor català (m. 1932).[6]
- 1879 - Manlleu: Josep Guardiet i Pujol, sacerdot català assassinat el 1936.
- 1882 - el Tarròs, Tornabous, Urgell: Lluís Companys i Jover, polític català, 123è president de la Generalitat de Catalunya, assassinat pel Règim franquista al Castell de Montjuïc el 1940.
- 1890 - Barcelona, Barcelonès: Lluís Mas i Gomis, teòric tèxtil i historiador català.
- 1904 - Palafrugell, Baix Empordà: Josep Alsina i Bofill fou un metge català.
- 1906 - Barcelona: Lluís Maria Millet i Millet, músic català, director de l'Orfeó Català (m. 1990).[7]
- 1908 - Algemesí, Ribera Alta: Martí Domínguez Barberà, periodista i escriptor valencià.
- 1930 - Barcelona: Josep Maria Gavín i Barceló, fotògraf i col·leccionista català, creador de l'Arxiu Gavín.
- 1931 - Badalona, Barcelonès: Joan Argenté i Artigal, poeta i advocat català (m. 2015).[8]
- 1933 - Barcelona, Barcelonès: Joaquim Blume i Carreras, gimnasta català.
- 1943 - Barcelona, Barcelonès: Salomé, cantant catalana.[9]
- 1948 - Aldershot (Anglaterra): Ian McEwan, novel·lista i guionista anglès.[10]
- 1955 - Torroella de Montgrí, Baix Empordà: Joan Massotkleiner, actor català de cinema, teatre i televisió.[cal citació]
- 1966 - Barcelona, Barcelonès: Leticia Sabater, presentadora de televisió, cantant i actriu catalana.
- 1970 - Eivissa: Sofia Hernanz Costa, llicenciada en dret i política eivissenca, ha estat regidora i diputada.[11]
- 1983 - Sabadell: Carlota Olcina i Luarna, actriu catalana que combina teatre, cinema i televisió.[12]
- 1995 - Rubí: Beatriz Ortiz Muñoz, jugadora catalana de waterpolo, membre de la selecció femenina espanyola.[13]

Resta del món
- 1002 - Eguisheim, Alsàcia (França): Lleó IX, papa (m. 1054).[14]
- 1226 - Polònia: Boleslau V el Cast, rei de Polònia.
- 1781 - Pithiviers (França): Siméon Denis Poisson, matemàtic i físic francès (m. 1840).[15]
- 1832 - Matlock Bath, Derbyshire: Louise Rayner, artista aquarel·lista britànica (m. 1924).[16]
- 1839 - Rio de Janeiro (Brasil): Joaquim Maria Machado de Assis, escriptor brasiler i fundador de l'ABL (m. 1908).[17]
- 1855 - Dalton, Massachusetts (EUA): Mary Cutler Fairchild, bibliotecària estatunidenca, pionera del paper educatiu de la biblioteca (m. 1921).
- 1858 - Gross-Seelowitz, Moràvia, Imperi d'Àustria: Maria Cristina d'Habsburg-Lorena, Reina consort d'Espanya i regent durant la minoria d'edat d'Alfons XIII (m. 1929).
- 1863 - Heidelberg, Alemanya: Max Wolf, astrònom alemany (m. 1932).[18]
- 1870 - Polkendorff (Alemanya): Clara Immerwahr, química alemanya i sufragista, primera dona a aconseguir un doctorat en Química a una universitat alemanya (m. 1915).
- 1890 - Bolonya (Itàlia): Giorgio Morandi, pintor italià (m. 1964).[19]
- 1899 - Brno, Moràvia: Pavel Haas, un compositor txec, mort durant l'Holocaust (m. 1944).[20]
- 1905 - París (França): Jean-Paul Sartre, filòsof francès, guardonat amb el Premi Nobel de Literatura (rebutjat) el 1964 (m. 1980).[21]
- 1912 - Seattle: Mary McCarthy, novel·lista, crítica i activista política estatunidenca (m. 1989).[22]
- 1914 - Victòria (Canadà): William Vickrey, economista canadenc, Premi Nobel d'Economia de l'any 1996 (m. 1996).[23]
- 1919 - Torí, Itàlia: Paolo Soleri, arquitecte estatunidencd'origen italià (m. 2013).[19]
- 1921 – 
  - Bemidji, Minnesota, EUA: Jane Russell, actriu estatunidenca.[24]
  - Nova York, EUA: Judy Holliday, actriu nord-americana (m. 1965).[25]
- 1925 - Troy, Nova York: Maureen Stapleton, actriu, directora i compositora de músiques de pel·lícules estatunidenca (m. 2006).[26]
- 1932 - Buenos Aires (Argentina): Lalo Schifrin, compositor de cinema.
- 1935 - Cajarc, França: Françoise Sagan, escriptora francesa de novel·la i teatre (m. 2004).[27]
- 1944 - Londres (Regne Unit): Ray Davies, músic anglès, conegut com a líder de The Kinks.[28]
- 1947 - Hamadan (Iran): Shirin Ebadi, advocada, defensora dels drets humans, guardonada el 2003 amb el Premi Nobel de la Pau.[29]
- 1951 - Imatra, Finlàndia: Anneli Taina, política finlandesa
- 1953 - Karachi (Pakistan): Benazir Bhutto, política pakistanesa que fou primera ministra del seu país (m. 2007).[30]
- 1955 - Joeuf (França): Michel Platini, futbolista i dirigent esportiu francès.
- 1958 - Atlanta, Geòrgia: Jennifer Larmore, mezzosoprano estatunidenca.[31]
- 1973 - 
  - Bratislava: Zuzana Čaputová, advocada, política, presidenta d'Eslovàquia.[32]
  - Los Angeles, Califòrnia (EUA): Juliette Lewis, actriu i cantant estatunidenca.[33]
- 1961 - París (França): Manu Chao, cantant i músic francès.
- 1970 - Nova York (Estats Units): Pete Rock, productor musical, DJ i raper.[34]
- 1974 - Màlaga (Espanya): Sebastián Fernández Reyes, davanter andalús.
- 1981 - Henderson, Nevada (EUA): Brandon Flowers, vocalista i sintetitzador del grup estatunidenc The Killers.
- 1987 - Graz (Àustria): Sebastian Prödl, futbolista austríac.
- 1983 - Wilmington, Carolina del Nord (Estats Units): Edward Snowden, revelador de l'existència del programa d'espionatge PRISM.
- 1985
  - Gap, Occitània (França): Laetitia Roux, esquiadora de muntanya occitana.
  - París (França): Amel Bent, cantant francesa.[35]
  - Nova York, EUA: Lana Del Rey, cantant, compositora i model estatunidenca.[36]
- 1987 - Batum, Geòrgia: Khatia Buniatishvili, pianista de concert georgiana i francesa.[37]

## Necrològiques
Països Catalans
- 1773 - Madrid: Jordi Joan i Santacília, científic i marí valencià.
- 1939 - Sant Adrià de Besòs: Magdalena Nolla Montseny, afusellada al Camp de la Bota, víctima de la repressió franquista (n. 1904).[38]
- 1954 - Almeriaː Cèlia Viñas Olivella, poetessa, escriptora i pedagoga catalana[39]
- 1992 - Sueca, la Ribera Baixa: Joan Fuster, escriptor valencià.[40]
- 2005 - Barcelona: Felip Solé i Sabarís, polític català, membre de la Comissió dels Vint que va redactar l'avantprojecte d'Estatut d'Autonomia de Catalunya de 1979.

Resta del món
- 1305, Praga: Boleslau II de Bohèmia, rei de Bohèmia i Polònia.
- 1377, Londres: Eduard III d'Anglaterra, rei d'Anglaterra.
- 1527, Florència: Nicolau Maquiavel, escriptor florentí[41]
- 1741, Brussel·les, Bèlgica: Joseph-Hector Fiocco, compositor de música religiosa i violinista flamenc del Barroc tardà, belga[20]
- 1828, París: Leandro Fernández de Moratín, poeta i dramaturg espanyol
- 1868, Brooklyn, Nova York: Sarah Mather, inventora del primer periscopi (n.1796).
- 1874, Uppsala, Suècia: Anders Ångström, físic i astrònom suec, considerat un dels fundadors de la ciència de l'espectroscòpia.
- 1876, Ciutat de Mèxic: Antonio López de Santa Anna, conegut simplement com a Santa Anna, fou un líder polític mexicà que influí el governs i les polítiques mexicana i espanyola durant la seva turbulenta carrera de quaranta anys. Fou president de Mèxic en onze ocasions no consecutives[42]
- 1908, Liubensk: Nikolai Rimski-Kórsakov, compositor rus.[43]
- 1914, Viena: Bertha von Suttner, escriptora i pacifista austríaca, guardonada amb el Premi Nobel de la Pau el 1905[44]
- 1943, camp de concentració de Theresienstadt: Elise Richter, romanista austríaca i professora de la Universitat de Viena[45]
- 1957, Traunstein, Alemanya Occidental: Johannes Stark, físic alemany, guardonat amb el Premi Nobel de Física el 1919[46]
- 1960, Pembroke, Massachusetts: Mary Foster, bioquímica, investigadora i pedagoga estatunidenca (n. 1865).[47]
- 1970, Jakarta, Indonèsia: Sukarno, president d'Indonèsia[48]
- 1989, París, França: Henri Sauguet, compositor francès[20]
- 2001, Los Altos, Califòrnia, EUA: John Lee Hooker, cantant i guitarrista nord-americà.[49]

## Festes i commemoracions
- És el dia dedicat a la Festa de la Música des de 1982.

### Santoral[50]

#### Església Catòlica[51]
- Sants al Martirologi romà (2011): Lluís Gonzaga, religiós: patró de la joventut i dels malalts de sida (1591); Albà de Magúncia, bisbe (406); Mewan de Saint-Méen, abat (617); Leufred d'Évreux o Agofred, abat (738); Radulf de Bourges, bisbe (866); Ramon de Roda, bisbe de Roda d'Isàvena (1126); John Rigby (màrtir), màrtir (1600); José Isabel Flores, prevere màrtir (1927).
  - Beats: Tommaso Corsini, servita (1343); Jacques Morelle Dupas, sacerdot màrtir (1794).
- Sants: Terenci d'Icònium, bisbe (s. I); Ciríac i Apol·linar, màrtirs en Àfrica (s.IV); Rufí i Màrcia de Siracusa, màrtirs; Martí de Tongeren, bisbe (350); Demètria i Dafrosa de Roma, màrtirs (363); Ursicí de Pavia, bisbe (433); Aaró de Cesambre, abat (s. V); Pal·ladi d'Ambrun, bisbe (541); Cormac de Durrow, abat (590); Innocenci de Mèrida, bisbe (s. VII); Colàgia de Barcelona, mercedària (1299).
- Venerable Engelmund de Velsen, abat (680); Domenico da Comacchio, monjo (820); Wolfrid de Hohentwiel, abat (990); Constantí de Claravall, monjo (s. XII). Joan de Stams, místic (1350); Lliberada Ferrarons; Alois Ehrlich, prevere (1945).
- Venerats a l'Orde de la Mercè: santa Colàgia de Barcelona; beats Juan de Jesús el Limosnero i Melchor de la Paz, màrtir.

#### Església Copta
- 14 Baoni: Abakir, Joan, Aptolemeu, i Felip de Damanhour, màrtirs (s. IV); Joan XIX d'Alexandria, patriarca (1942).

#### Església Ortodoxa (segons el calendari julià)
- Se celebren els corresponents al 4 de juliol del calendari gregorià.

#### Església Ortodoxa (segons el calendari gregorià)
Corresponen al 8 de juny del calendari julià litúrgic:
- Sants Cal·líope, martir (ca. 250); Nicandre i Marcià de Dorostorum, màrtirs (303); Anastasi de Constantinoble, màrtir; Melània de Roma (409); Naucraci de Nítria, abat; Naucraci, germà de Basili el Gran (s. IV); Atre de Nítria (s. V); Medard de Noyon, bisbe; Trojècia de Rodés, verge; Efraïm d'Antioquia, patriarca (545); Zòsim de Fenícia, monjo (s. VI); Pau de Caium, màrtir (766); Naucraci de Studion, abat (848); Teodor de Rostov, bisbe (991); Basili de Iaroslavl i Constantí de Iaroslavl, prínceps de Iaroslavl (1249-1257); Teòfil de Luga (1412); Teòfanes de Constantinoble (1559); Barlaam i Herman Riaixentsov, màrtirs (1942, 1937); Teodor Sokolov, laic (1973); translació de les relíquies de Teodor Stratelates (319).

Església de Geòrgia
- Teodor Mġwdeli o de Kweleti, prevere màrtir (1609).

#### Esglésies luteranes
- Eva von Tiele-Winkler, fundadora (1930) (Església Evangèlica d'Alemanya).
- Onesimos Nesib, evangèlic (1931) (Esg. Luterana Evangèlica d'Amèrica).

### Solsticis
- 2006 a les 15h 7m 13s.